# 拉穆河

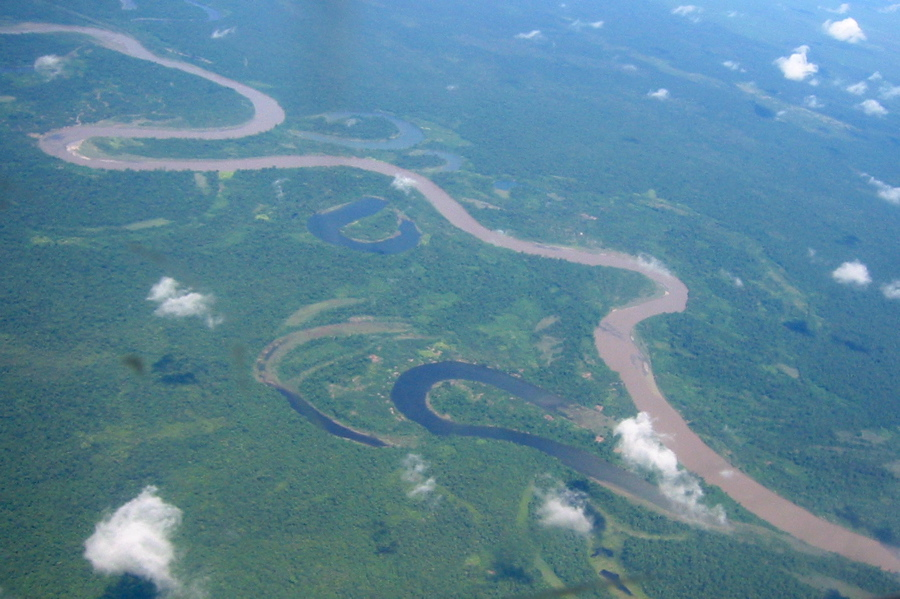

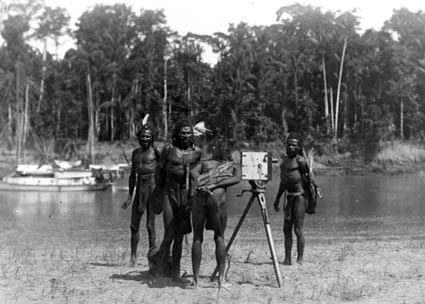

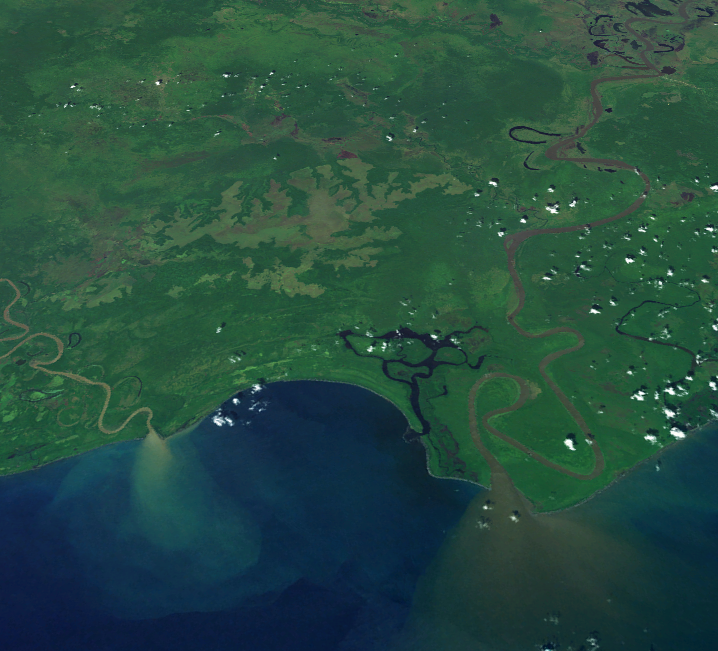

拉穆河是巴布亞新幾內亞的河流，位於該國北部，由馬當省負責管轄，河道全長640公里，最終注入俾斯麥海，平均流量每秒1,500立方米。